# Rastatter Bruch
Das Natur- und Landschaftsschutzgebiet Rastatter Bruch liegt auf dem Gebiet der Stadt Rastatt im Landkreis Rastatt in Baden-Württemberg. Es besteht aus einem Naturschutzgebiet mit vier Teilgebieten und einem Landschaftsschutzgebiet mit drei Teilgebieten. Es wurde am 19. Dezember 1990 verordnet und trat am 27. März 1991 in Kraft.
Das 67,9 ha große Naturschutzgebiet ist unter der Kenn-Nummer 2.138 ausgewiesen, das 145 ha große Landschaftsschutzgebiet unter der Nummer 2.16.025. Das Gebiet liegt westlich der Kernstadt Rastatt. Am östlichen Rand verläuft die Landesstraße L 75 und östlich die B 3. Nordöstlich fließt die Murg, durch das westliche Teilgebiet der Riedkanal, eine alte Rheinschlinge.

## Bedeutung
Das Schutzgebiet befindet sich in der Randsenke der Rheinaue und umfasst Niedermoor mit einem reichen Mosaik von Grünlandgemeinschaften, Hochstaudenfluren und Röhrichten. Der Riedkanal präsentiert sich mit Wasserpflanzengemeinschaften, breiten Ufersäumen und Röhrichten.